# Zapora w Wapienicy im. Ignacego Mościckiego

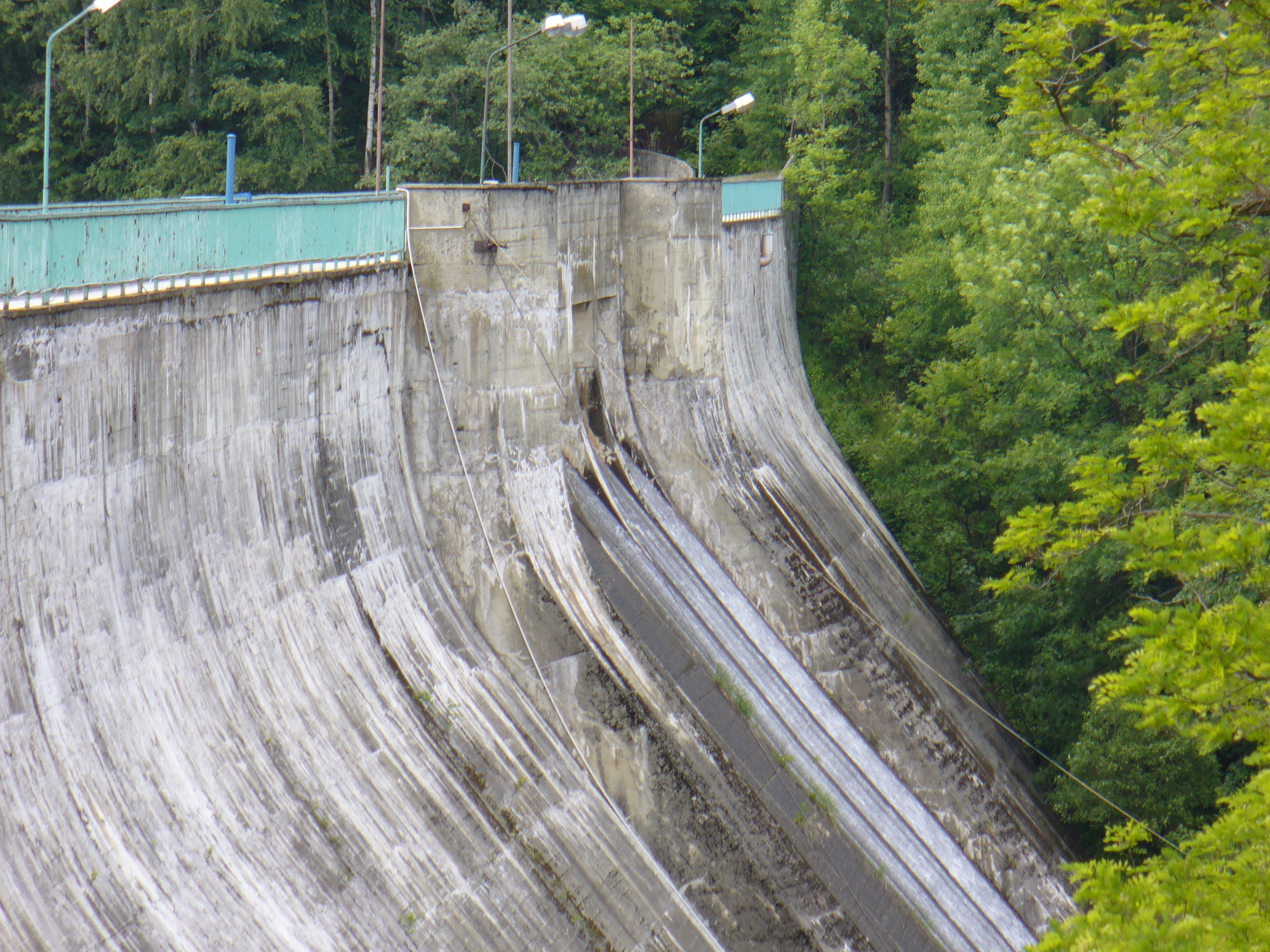
Zapora w Wapienicy

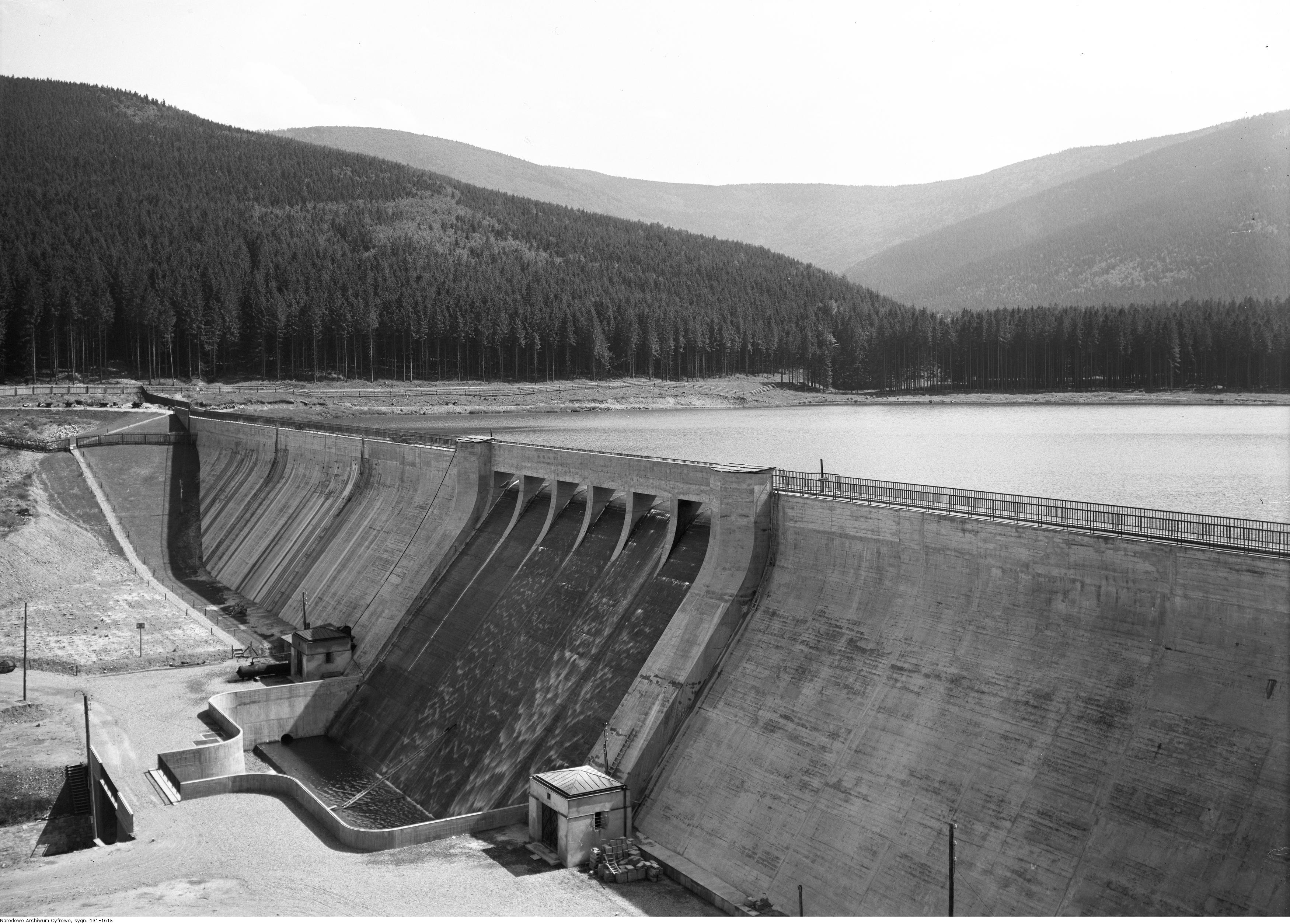
Zapora tuż po otwarciu w 1933 roku

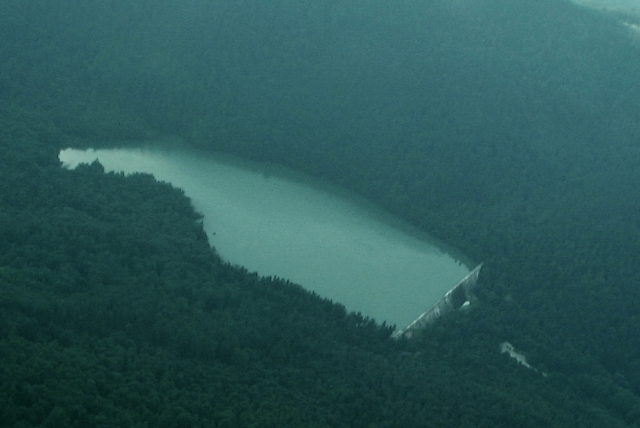
Widok na zaporę i jezioro z lotu ptaka

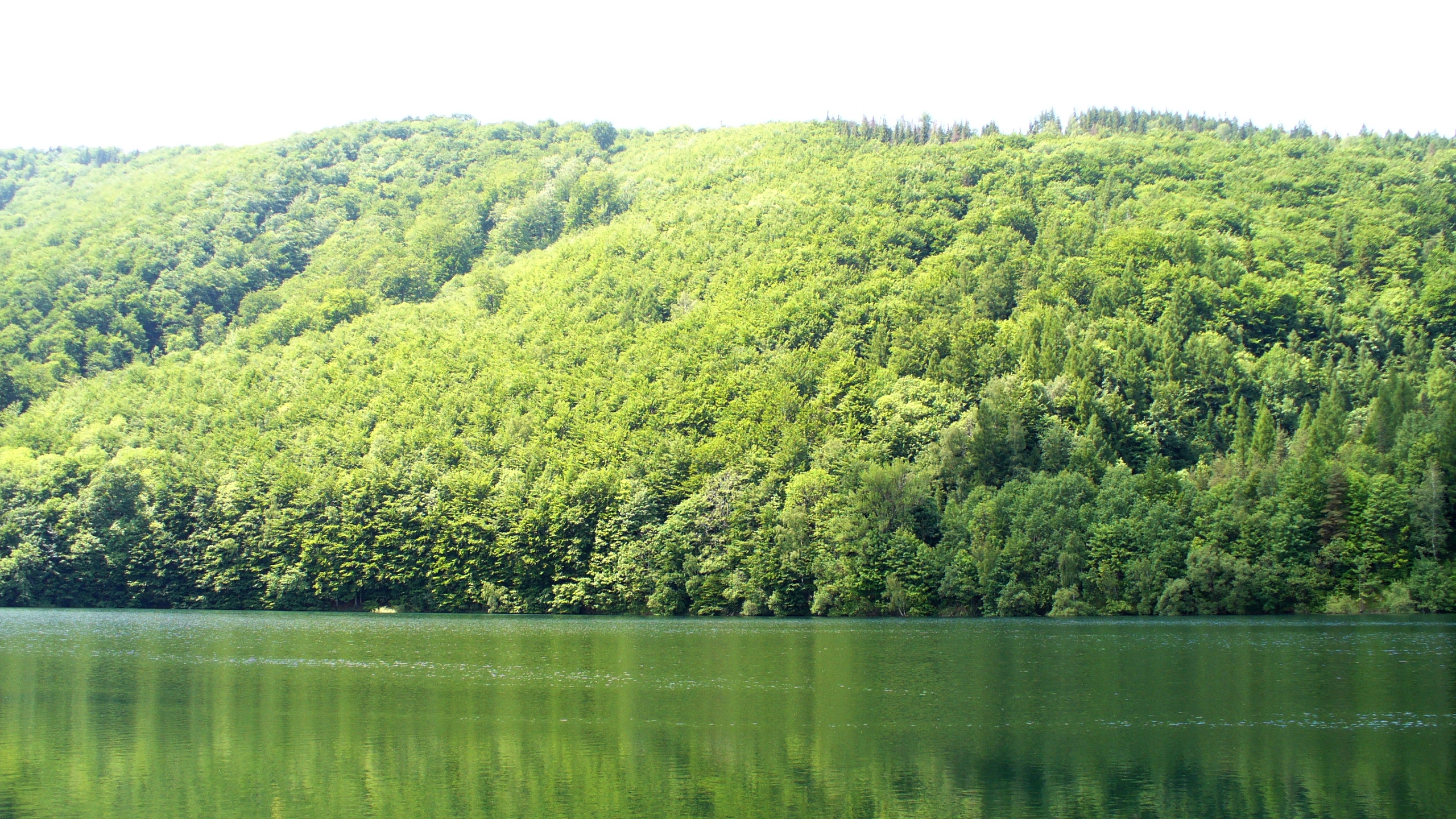
Jezioro Wielka Łąka. W tle szczyt Wysokiego.

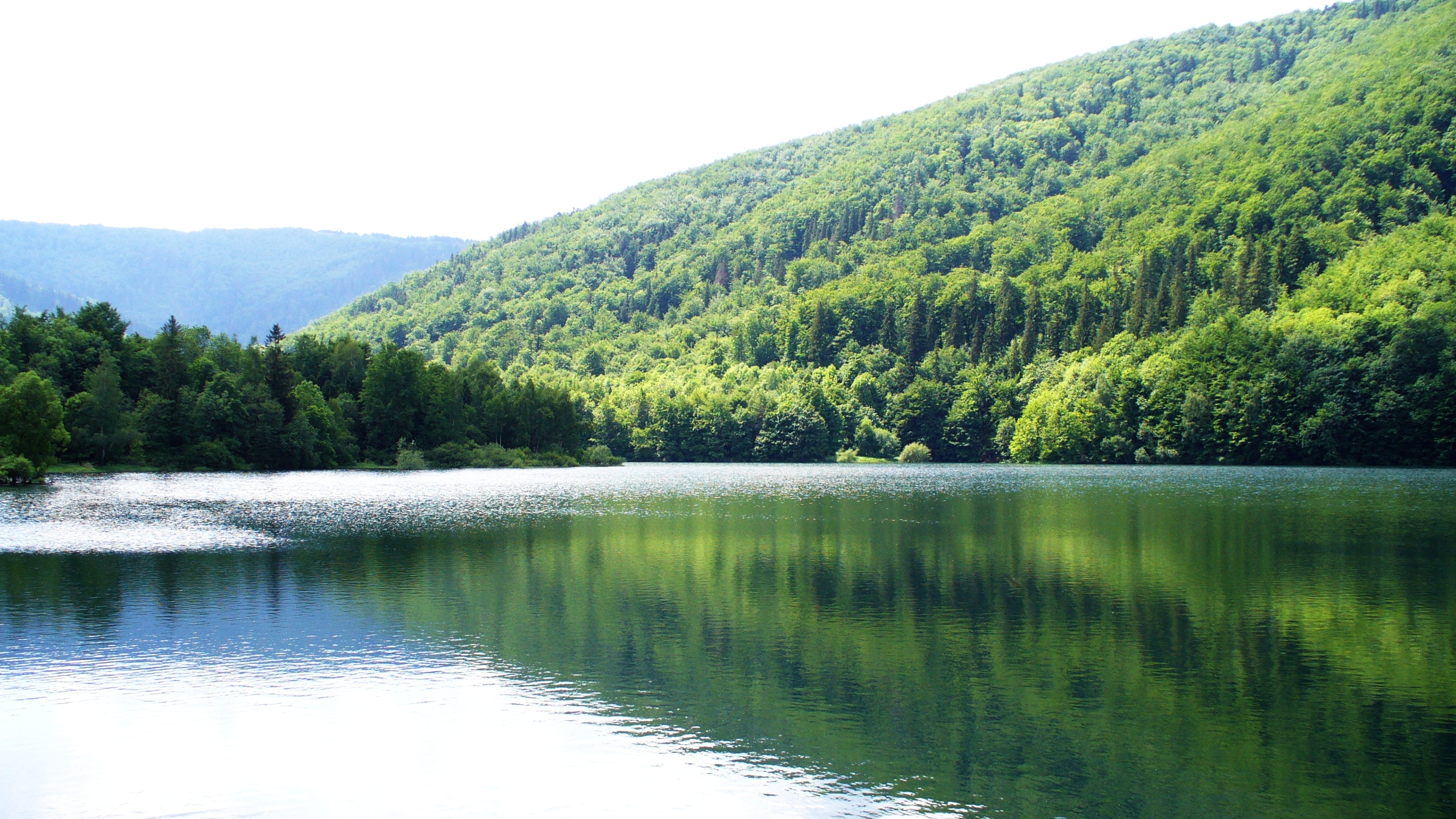
Jezioro Wielka Łąka. W dalszym planie szczyt Błatniej.

Zapora wodna im. Prezydenta Ignacego Mościckiego – betonowo-ziemna zapora wodna zbudowana w latach 1929–1932 na rzece Wapienica oraz potoku Barbara w miejscowości Wapienica (dziś dzielnicy Bielska-Białej). Zbiornik powstały przez spiętrzenie wody nosi nazwę jezioro Wielka Łąka. 
Zbiornik znajduje się w Dolinie Wapienicy i jest otoczony z każdej strony wzniesieniami Beskidu Śląskiego. Po stronie północnej i zachodniej znajduje się: Palenica, Wysokie i Przykra, a od południa i wschodu – góry: Stołów i Szyndzielnia.

## Historia
Projekt budowy zapory w Wapienicy istniał od 1911 r., a wysunięto go w trakcie prób rozwiązania problemu zaopatrzenia w wodę szybko rozwijającego się Bielska. Dopiero jednak w 1929 r. rada miejska Bielska zdecydowała się na powierzenie budowy zapory katowickiemu oddziałowi niemieckiej firmy Dyckerhoff und Widmann. Koszt budowy zapory, oddanej do eksploatacji 26 czerwca 1932 r. i nazwanej Zaporą im. Prezydenta Ignacego Mościckiego, wyniósł 13 mln ówczesnych złotych, co stanowiło równowartość blisko 2,6 mln dolarów. Wówczas Zapora Wapienicka była jednym z najnowocześniejszych tego typu obiektów w Europie.
Poświęcenie zapory miało miejsce 21 października 1933 roku. Na uroczystość przybył prezydent Ignacy Mościcki w towarzystwie wojewody  Grażyńskiego, premiera Jędrzejowicza, ministrów i przedstawicieli województwa śląskiego. Burmistrz Bielska witając prezydenta poprosił o zgodę na wprowadzenie w życie uchwał rady gminnej o nadaniu zaporze imienia prezydenta Mościckiego. Zaporę poświęcił biskup katowicki Stanisław Adamski.

## Opis
Długość prostoliniowego, betonowego korpusu zapory wynosi 309 m. Podwyższenie korony zapory w 1944 r. o 1 m, do obecnej wysokości 23 m, spowodowało wzrost pojemności zbiornika o ponad 100 tys. m³. Aktualnie zbiornik, z lustrem wody na wysokości 478 m n.p.m., posiada powierzchnię 24 ha, głębokość maksymalną 22 m i pojemność ok. 1,3 mln m³.
Ze względu na przeznaczenie zbiornika (pobór wody do celów konsumpcyjnych), jego brzegi są niedostępne dla ludności (zbiornik objęty jest bezpośrednią strefą ochrony sanitarnej), zaś zlewnie potoków: Wapienica, Barbara i Żydowskiego stanowią ścisłą strefę ochronną.
Woda w zbiorniku pod względem fizyko-chemicznym jak i bakteriologicznym odpowiada normom dla wód o I klasie czystości. Stan taki utrzymuje się od roku 1993. Nie prowadzi się tu w żadnej formie gospodarki rybackiej oraz obowiązuje zakaz uprawiania sportów wodnych. Znajdują się tu także stacje filtrów, które oczyszczają wodę dla celów komunalnych.
Dane techniczne zapory i utworzonego przez nią zbiornika:
- długość muru zapory – 309 m
- wysokość muru zapory – 23 m
- powierzchnia lustra wody – 24 ha
- objętość zgromadzonej wody – 1,3 mln m³
- powierzchnia zlewni – 10,76 km²